# Fleet Air Arm
A Fleet Air Arm (FAA, Aviação Naval Britânica) é o ramo da Marinha Real Britânica responsável pela operação de aeronaves navais. A Fleet Air Arm atualmente opera com os helicópteros AgustaWestland Merlin, AgustaWestland Wildcat  e caças Lockheed Martin F-35.
Helicóteros como o Lynx e o Westland Wasp têm sido usados a partir de embarcações desde 1964, tomando as funções antes realizadas por biplanos como o Fairey Swordfish.

## História
A Marinha Real Britânica começou sua próprias operações aéreas em 1909, com um dirigível para fins  navais, e em 1914 foi fundado o Serviço Aéreo Naval (Royal Naval Air Service /RNAS. Entretanto, o RNAS seria fundido à Aviação do Exército em 1918, formando a RAF - Força Aérea Real Britânica. A Fleet Air Arm foi então formada em 1924, como uma unidade dentro da RAF, que à época operava as aeronaves embarcadas da Marinha. A aviação naval voltou a ser subordinada à Marinha apenas em maio de 1939.
Durante a Segunda Guerra Mundial, a Aviação Naval Britânica operou tanto aviões embarcados como aeronaves baseadas em solo, que defendiam as instalações portuárias da Marinha. Durante a Batalha da Grã-Bretanha, a enorme demanda por pilotos e tripulações de apoio levou a Fleet Air Arm a prestar um enorme auxílio à RAF, inclusive em combate aéreo. A Fleet Air Arm teve também posição de destaque na Guerra das Malvinas, sendo responsável pela defesa aérea da Força-Tarefa enviada para o Atlântico Sul, operando o Sea Harrier FRS.1 e obtendo numerosas vitórias em combate aéreo.

## Aeronaves atuais

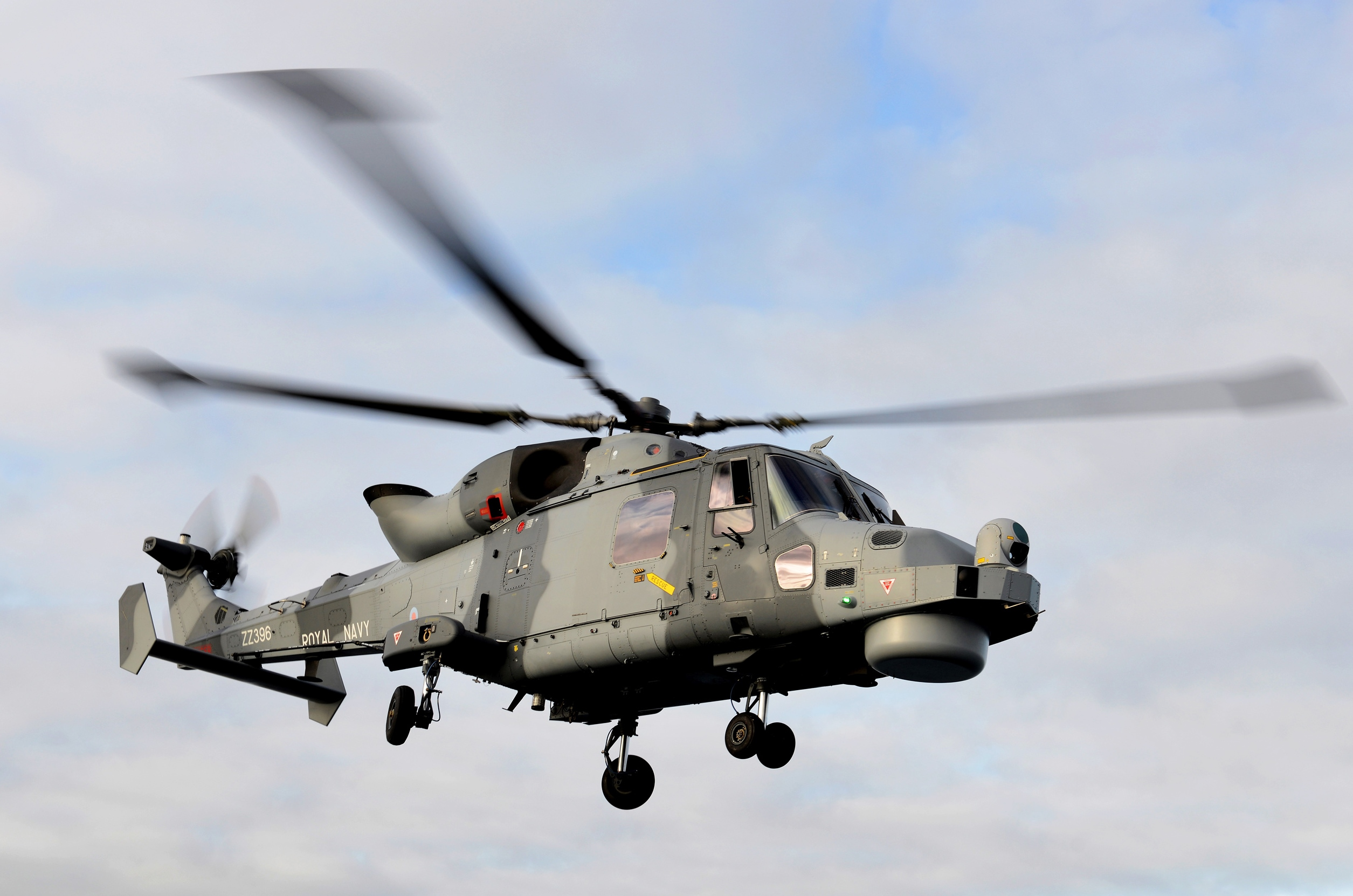
AgustaWestland AW159 Wildcat

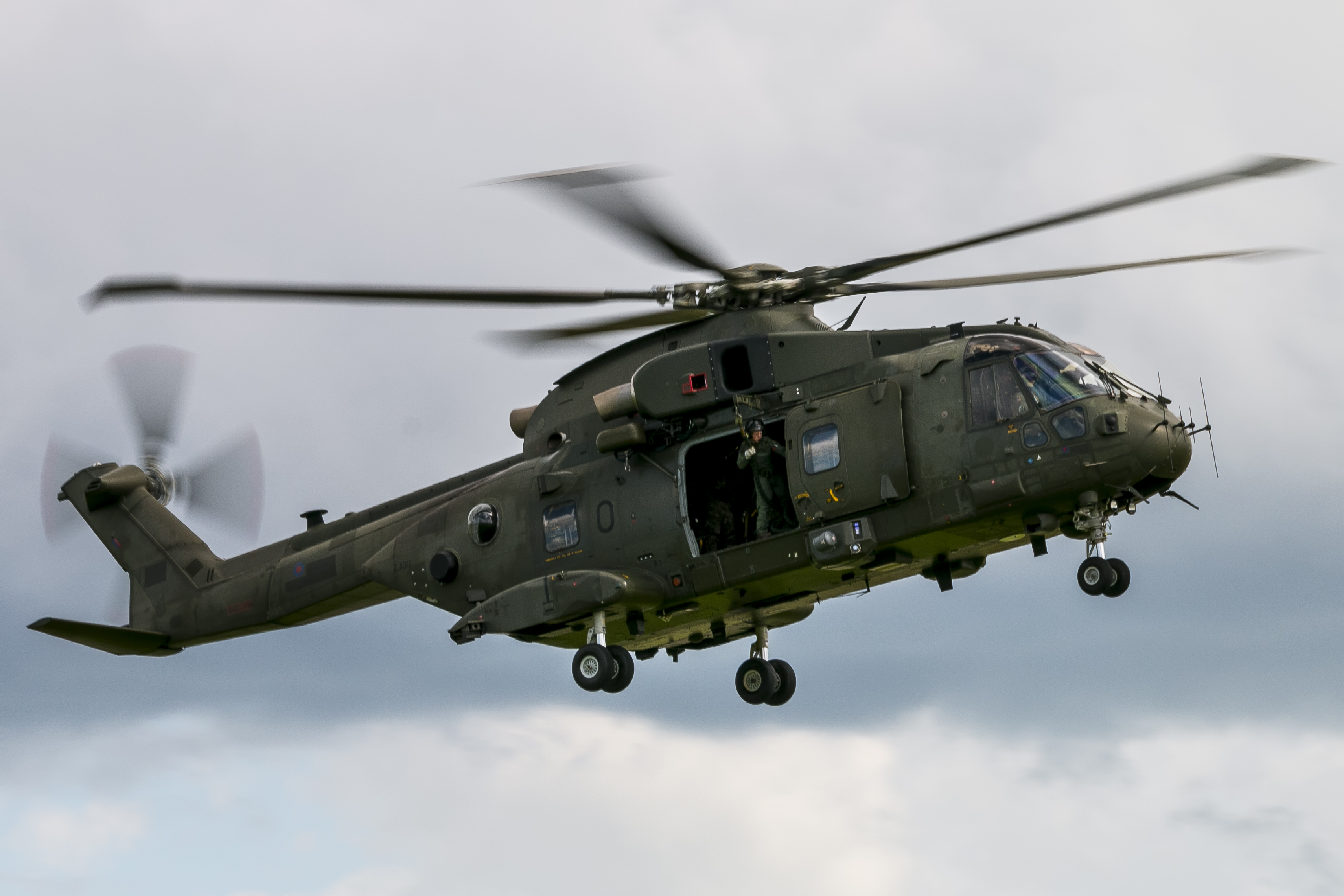
AgustaWestland Merlin HC3

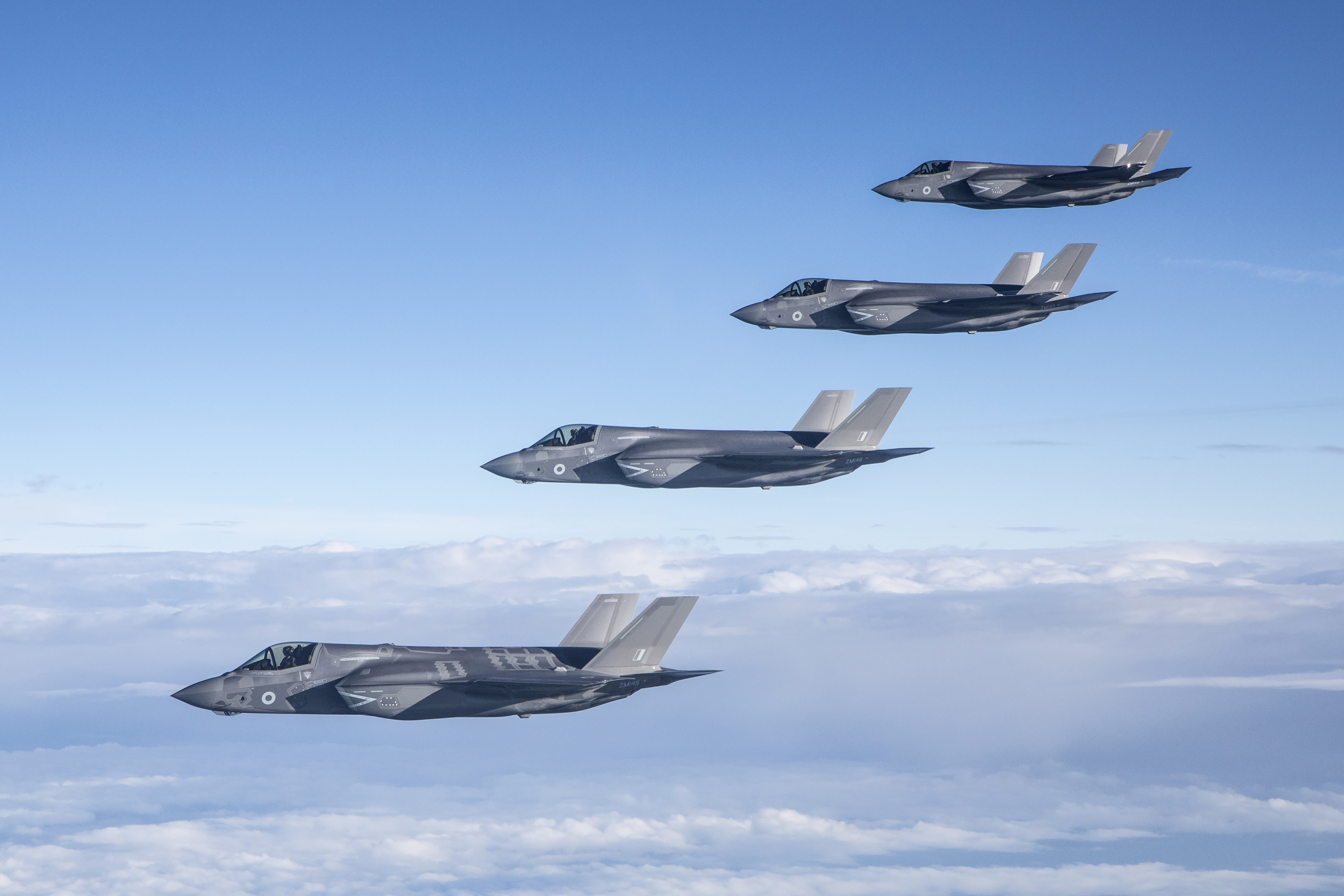
Lockheed Martin F-35B Lightning II

- AgustaWestland Merlin HM2 & HC3/4[1]
- AgustaWestland Wildcat AW159[2]
- F-35B Lightning II[3]

## Aeronaves já operadas pela Aviação Naval Britânica
- Sea Harrier
- BAE Harrier II
- F4U Corsair
- F6F Hellcat
- F4F Wildcat
- Grumman TBF Avenger
- Supermarine Spitfire
- Douglas Dauntless
- Avro Lancaster
- De Havilland Mosquito
- Fairey Spearfish
- Fairey Swordfish
- Gloster Meteor
- English Electric Canberra